# Jean-Paul Theler
Jean-Paul Theler (* 1963) ist ein Schweizer Berufsoffizier (Divisionär).

## Leben
Theler studierte Volkswirtschaft an der Universität Lausanne und schloss das Studium mit dem Lizenziat ab. Danach erwarb er einen Master in Science in Wirtschaftsmathematik an der London School of Economics and Political Science und den Doktortitel (oec. publ.) an der Universität Lausanne. Promoviert wurde er bei Jean-Pierre Danthine.
1996 trat er in das Instruktionskorps ein und war bei den Gebirgsinfanterieschulen und in der Offizierchule der Infanterie eingesetzt. Nach einem Studienaufenthalt am École de guerre in Paris war er in verschiedenen Funktionen in der höheren Kaderausbildung der Armee, im Planungsstab der Armee und im Armeestab tätig.
1998 wurde er zum Major im Generalstab und 2001 zum Oberstleutnant i Gst befördert. 2006 wurde er Oberst i Gst und Stabschef der Gebirgsinfanteriebrigade 10.
Auf den 1. Dezember 2010 wurde er vom Bundesrat zum Chef Personelles der Armee ernannt und zum Brigadier befördert. Vom 1. Januar 2013 bis zum 31. Dezember 2018 war Theler Chef der Führungsunterstützungsbasis im Rang eines Divisionärs. Ab dem 1. Januar 2018 amtete er als Projektleiter Unterstützungskommando, am 1. April 2020 übernahm Theler ad interim die Direktion des Bundesamtes für Bevölkerungsschutz. Am 26. Dezember 2020 wurde in einer Medienmitteilung bekanntgegeben, dass Theler ab dem 1. Januar 2021 die Funktion Chef Armeestab übernehmen werde, da seine Verwendung als Direktor auf dem 31. Dezember 2020 beschränkt war. Er blieb gerade zwei Jahre und kündigte per Ende 2022.